# Nadleśnictwo Pieńsk
Nadleśnictwo Pieńsk – jednostka organizacyjna Lasów Państwowych podległa Regionalnej Dyrekcji Lasów Państwowych we Wrocławiu. Siedziba nadleśnictwa znajduje się w Pieńsku, w powiecie zgorzeleckim, w województwie dolnośląskim.
Nadleśnictwo obejmuje większość terytorium powiatu zgorzeleckiego oraz część powiatów bolesławieckiego i lubańskiego.

## Historia
Do 1945 tutejsze lasy były głównie własnością miejską. W dzisiejszym obrębie Pieńsk ok. 85% lasów należało do Zgorzelca, natomiast w obrębie Zgorzelec do Bogatyni, Zawidowa i Zgorzelca należało ok. 60% lasów. Pozostałą cześć stanowiły lasy prywatne drobnych właścicieli (15% w obrębie Pieńsk i 20% w obrębie Zgorzelec) oraz dużych majątków ziemskich (20% w obrębie Zgorzelec).
W 1945 powstały nadleśnictwa Pieńsk, Kaławsk, Jagodzin i Jeleniec. W 1947 część lasów nadleśnictwa Kaławsk weszło w skład nadleśnictwa Biała Góra. W 1950 lub 1951 nadleśnictwo Biała Góra podzielono, tworząc nadleśnictwa Gierałtów i Zgorzelec. W 1957 zlikwidowano nadleśnictwo Gierałtów, częściowo przyłączając jego terytorium do nadleśnictwa Zgorzelec. W 1958 do nadleśnictwa Pieńsk przyłączono część likwidowanych nadleśnictw Jagodzin i Jeleniec.
1 stycznia 1972 nadleśnictwo Zgorzelec przyłączono do nadleśnictwa Pieńsk.

## Ochrona przyrody
Na terenie nadleśnictwa znajduje się jeden rezerwat przyrody - Grądy koło Posady.

## Drzewostany
Siedliska świeże zajmują 71% powierzchni, natomiast wilgotne i bagienne 29% powierzchni. 56% powierzchni lasów nadleśnictwa stanowią lasy nizinne, 43% wyżynne i 1% górskie.
Dominującymi typami siedliskowymi lasów nadleśnictwa są las mieszany wyżynny świeży (21% powierzchni) oraz bór mieszany świeży i bór mieszany wilgotny (łącznie 29% powierzchni).